# 波切普齊
51°22′20″N 33°57′4″E / 51.37222°N 33.95111°E
波切普齊（烏克蘭語：Почепці）是位於烏克蘭東北部的村莊，由蘇梅州科諾托普區的新斯洛博達市鎮負責管轄。該村距離奧里希夫卡和新斯洛比德西克1公里，海拔高度169米，2001年人口35。